# 파리 2구

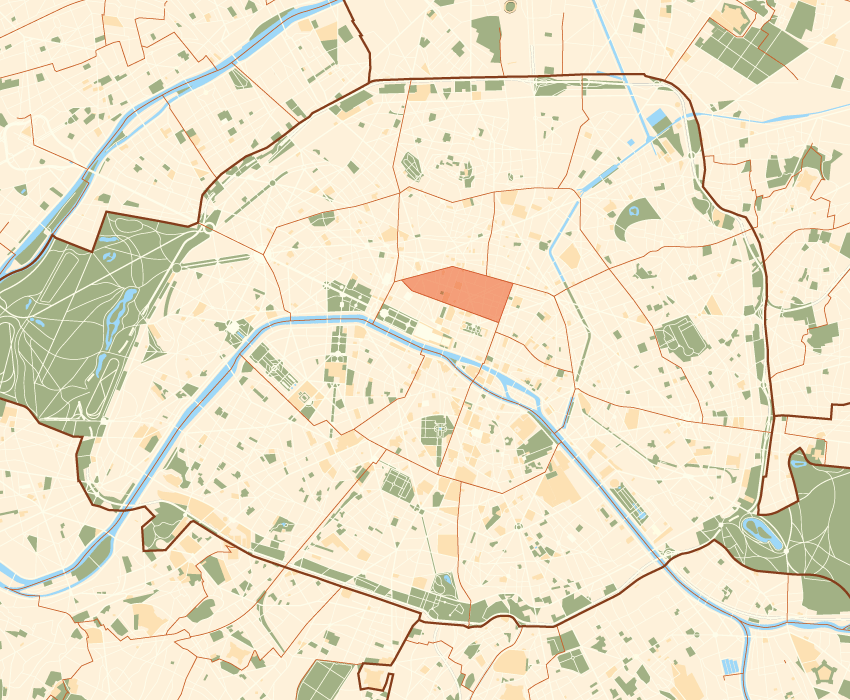
파리 2구의 위치

파리 2구(프랑스어: 2e arrondissement de Paris)는 프랑스의 수도 파리를 구성하는 20개의 행정구 중 하나이다. 일반 지방 자치 부호 상에서는 '부르스'(Arrondissement de la Bourse)라는 이름이 붙어 있지만, 이는 일상 생활에서 거의 쓰이지 않는 지명이다.
15세기에서 16세기 사이 파리 시가 교외로 확장되는 과정에서 조성된 지역이다. 15세기부터 시가지가 조성되었으며 샤를 5세 성벽은 이 지역의 아부키르 로까지 확장되어 있었다. 16세기에는 지금의 대로 (Grands Boulevards)에 이를 때까지 확장되었으며 루이 13세 성벽을 경계선으로 삼았다.
파리 2구의 주요 명소로는 옛 파리 증권거래소 본부와 프랑스 국립도서관의 리슐리외, 루부아 관이 있다.

## 역사
파리 2구는 1859년 6월 16일 칙령에 의거해 신설되었다. 당시 파리 시는 티에르 성벽까지 확장된 상황이었고 이에 따라 새로운 행정구역이 만들어진 것이다. 따라서 오늘날의 파리 2구는 옛 파리 1구, 2구, 3구, 5구, 6구에 해당한다.
초창기 파리 2구의 경계는 북쪽으로는 뇌브데카푸신 로 건너편의 카푸신 대로를 따라가다 카푸신 대로와 이탈리앙 대로, 몽마르트르 대로, 본누벨 대로, 생드니 대로가 만나는 지점에서 세바스토폴 대로로 향했으며 우르 로와 만나는 교차로에서 다시 남동쪽으로 향했다. 에티엔마르셀 로와 빅투아르 광장이 만나는 지점에서 다시 뇌프데프티샹 로와 뇌브데카푸신 로가 만나는 지점으로 가서 끝났다.

## 지역
파리 2구는 총 네 개의 콰르티에 (지구)로 나뉜다.
- 게용 구 (Gaillon, 파리 제5구역)
- 비비엔 구 (Vivienne, 파리 제6구역)
- 멜 구 (Mail, 파리 제7구역)
- 본 누벨 구 (Bonne Nouvelle, 파리 제8구역)

## 교통

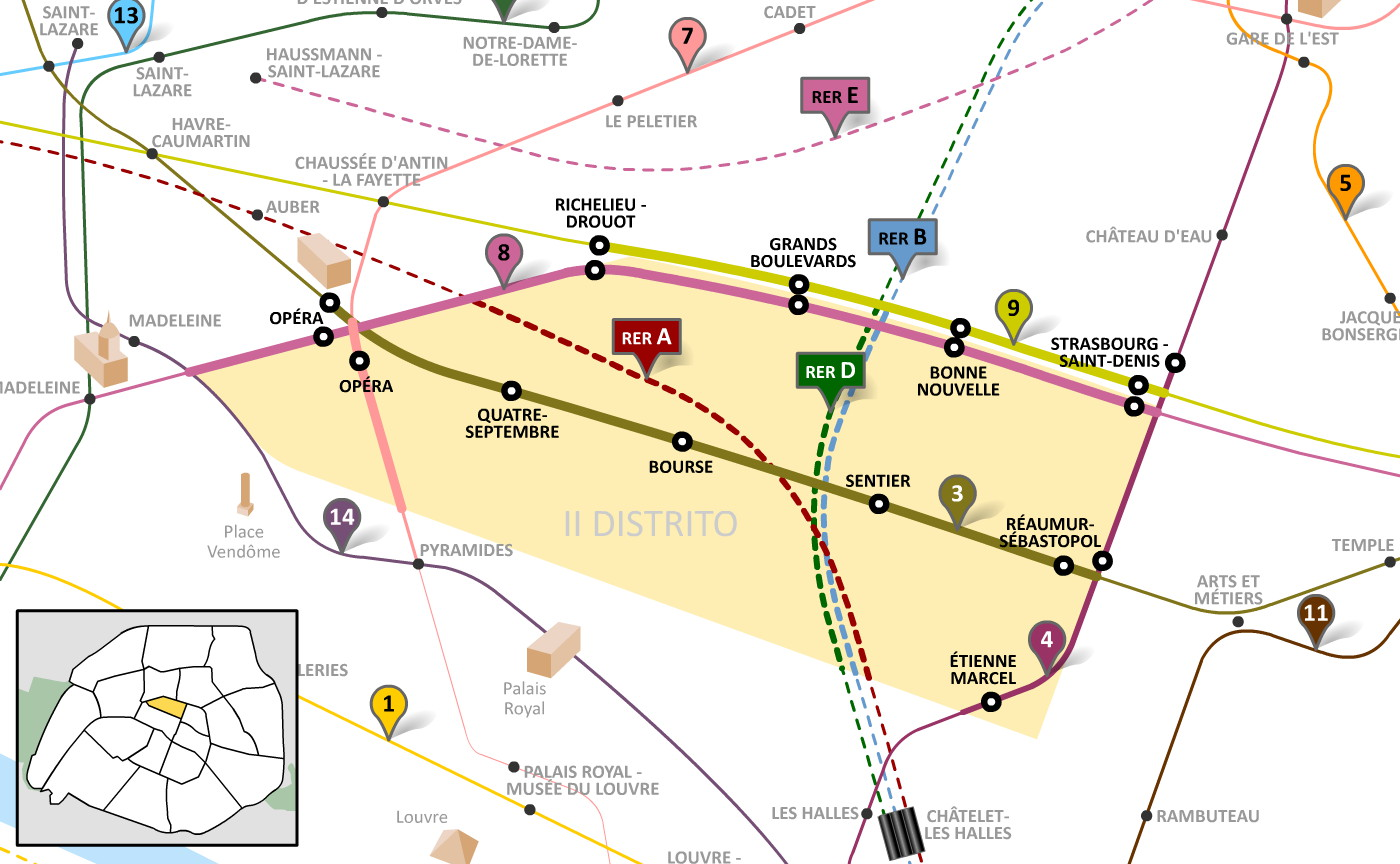
파리 2구의 지하철 노선도

파리 2구에는 총 다섯 개의 지하철 노선이 있다. RER 노선도 3개가 지나가지만 정차역은 없다.
- (레오뮈르-세바스토폴 역, 상티에 역, 부르스 역, 콰트르-셉탕브르 역, 오페라 역)
- (스트라스부르-생드니 역, 레오뮈르-세바스토폴 역, 에티엔 마르셀 역)
- (오페라 역)
- (오페라 역, 리슐리외-드루오 역, 그랑 불바르 역, 본 누벨 역, 스트라스부르-생드니 역)
- (리슐리외-드루오 역, 그랑 불바르 역, 본 누벨 역, 스트라스부르-생드니 역)